# Mario Kart Wii

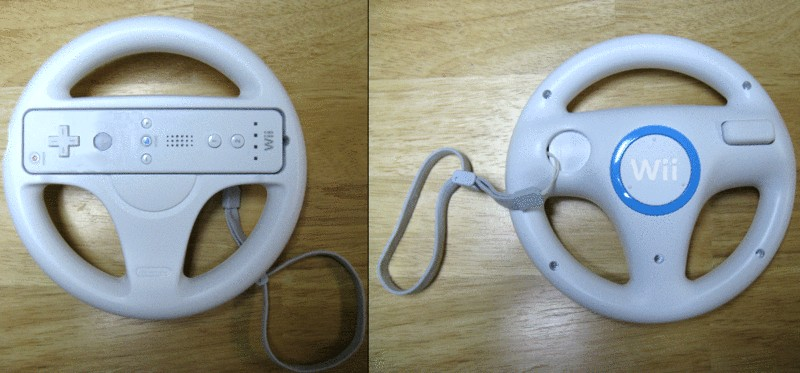
Wii Wheel

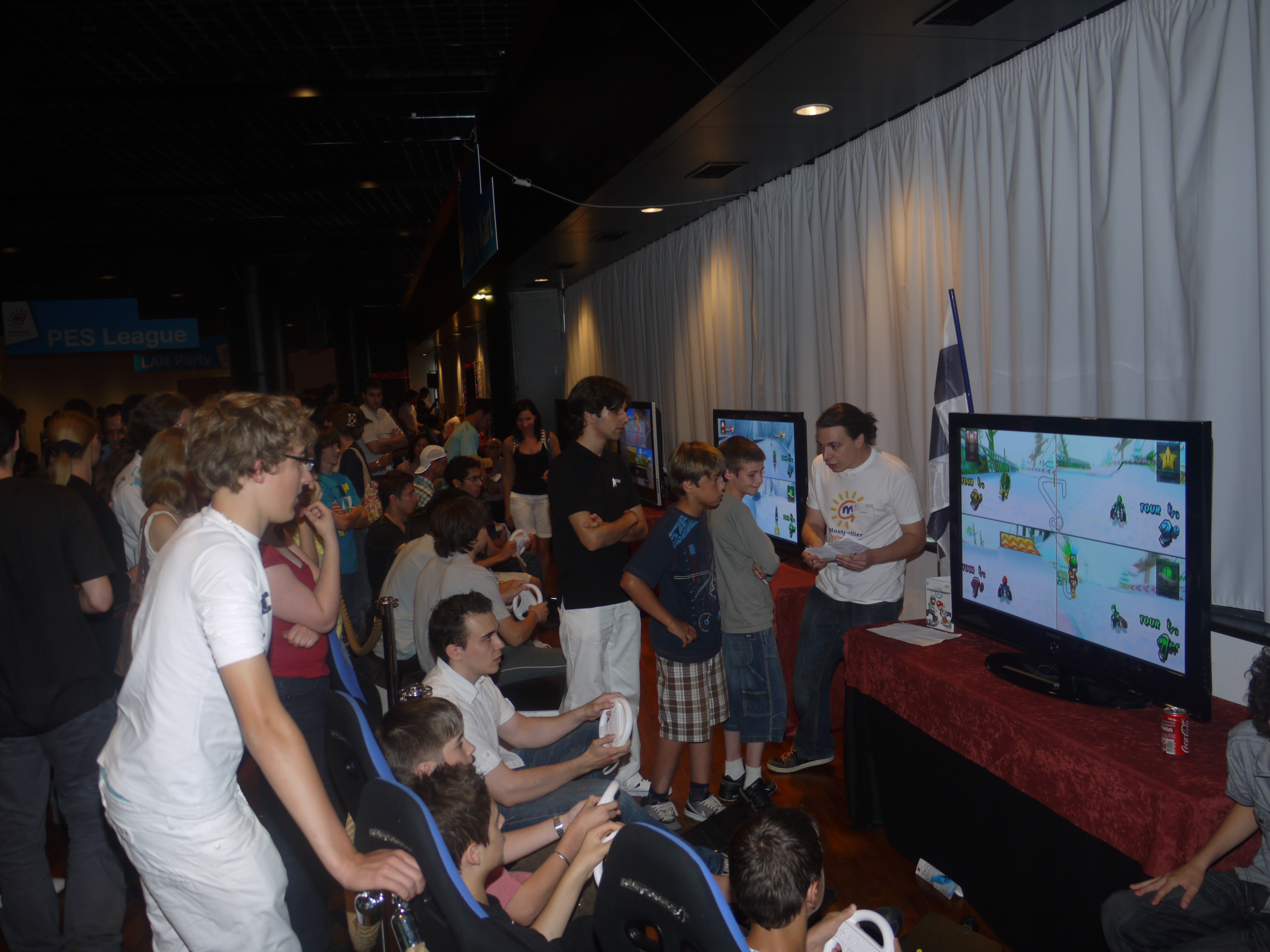
Obrazovka na níž je spuštěná hra Mario Kart Wii

Mario Kart Wii (japonsky マリオカート) je závodní videohra od firmy Nintendo. Hra je určená pro konzoli Nintendo Wii. Je to šestá hra ze série Mario Kart. Bylo možné hrát multiplayer verzi přes internet, ale dnes je to možné i po ukončení služby WiiConnect24 pomocí rozšíření CTGP-Revolution. Pro hraní se používá Wii Remote, často s nástavcem Wii Wheel, který byl ke hře přibalen.

## Hratelnost

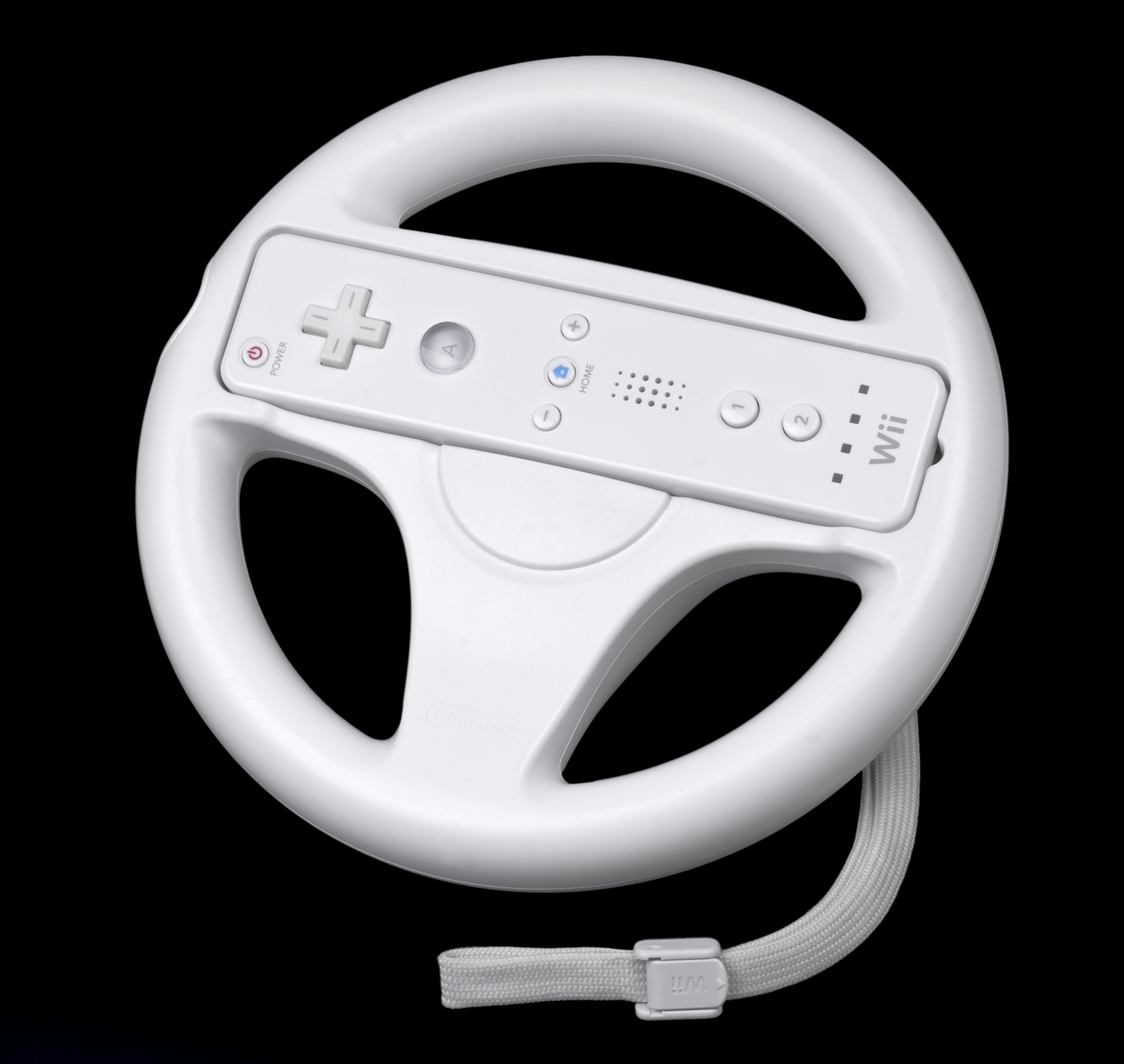
Wii Wheel

Je možno hrát ve dvou módech: Single Player a Multiplayer. Zatímco v Singleplayeru může hrát pouze jeden hráč, v Multiplayeru může hrát 2-4 hráčů. Při jízdě je možno zrychlovat, driftovat a dělat další triky. Ve většině módech je možnost vylepšení (power-ups), které se získají rozbitím tzv. Item Boxu, tyto vylepšení zahrnují zrychlení jízdy, zpomalení ostatních hráčů a jiné. Kromě wii remote se dá hra ještě ovládat ovladači Nunchuck, Classic Controler a Nintendo-Gambe Cube Controler.

### Postavy a Vozidla
Hra má celkem 24 postav, se kterými se dá hrát, ale polovina z nich je odemknuta až po nějakém čase hraní. Postavy jsou ze sérií her Mario. V této hře se také poprvé objevila postava Baby Daisy. Také je možno hrát za postavu Mii. Hra má celkem 36 vozidel, ale ne každá postava může hrát se všemi. I zde platí, že většina z vozidel je odemknuta až po nějakém čase. Vozidla se liší vzhledem, rychlostí, ovladatelností a dalším.

### Dráhy
Celkově jich je 32, ale polovina se odemkne až po nějakém čase hraní. Prostředí drah je zasazeno opět do světa Mario. Dráhy jsou seřazeny do 8 sérií(cupů). Pro mód bitvy (battle mod) je zde 10 arén, ve dvou cupech.

### Herní Módy
Pro Singleplayer jsou 4 módy: Grand Prix, Time Trials, Versus(VS) a Battle.
Grand PrixV grand prix se závodí po celých cupech v různých obtížnostech.
Time TrialsZde závodí jeden hráč, a měří si čas s ostatními.
Versus(VS)Jsou to závody na vybraný počet kol.
BattleSoutěž, kde se v uzavřeném prostoru (aréně) závodí o sběr mincí, nebo balónů.

## Seznam postav
Odemknuté již na začátku:
- Mario
- Luigi
- Peach
- Yoshi
- Baby Mario
- Baby Peach
- Toad
- Koopa Troopa
- Wario
- Waluigi
- Donkey Kong

Odemknuté později:
- Daisy
- Birdo
- Diddy Kong
- Bowser Jr.
- Baby Luigi
- Baby Daisy
- Toadette
- Dry Bones
- King Boo
- Rosalina
- Funky Kong
- Dry Bowser

## Úspěšnost
Celkově se prodalo 36 830 000 kopií, což hru činí druhou nejúspěšnější hrou na Nintendo Wii a nejúspěšnější závodní hrou vůbec. Dále hra získala ocenění 2010 Kids' Choice Awards a kritikou byla přijata velmi kladně.

## Mario Kart WiiCTGP-Revolution
Potom co firma Nintendo zrušila možnost hrát online, vznikla síť Wiimmfi. Aby se lidé mohli do Wiimmfi připojit, musí si nainstalovat CTGP-Revolution. Tato verze není od firmy Nintendo, ale vytváří ji pár nadšenců. Přináší 216 nových tratí. Nyní už na Wiimmfi tolik lidí nehraje, protože Nintendo vydalo novou hru Mario Kart 8. CTGP-Revolution si je možno zdarma stáhnout, ale je potřeba originální CD Disk Mario kart Wii. CTGP-Revolution je přeložena do více jazyků, chystá se i český překlad. Kromě CTGP je možno přes Wiimmfi hrát i na jiných neoficiálních rozšířeních. CTGP-Revolution se dá nainstalovat přes Homebrew Channel.